# Kirk Pfeffer
Kirk Pfeffer (Californië, 20 juli 1956) is een voormalige Amerikaanse langeafstandsloper. Eind 1979 liep hij op de halve marathon een wereldrecord, dat overigens slechts ruim anderhalve maand stand hield.

## Loopbaan
Pfeffer werd in Nederland bekend door in 1979 de marathon van Enschede, de oudste marathon van Nederland, te winnen. Hij zegevierde in 2:11.50 en had daarbij een voorsprong op de concurrentie van drieënhalve minuut. Later dat jaar, op 7 december, liep hij in Las Vegas de halve marathon in 1:02.32, een wereldrecord. Hij was echter slechts gedurende korte tijd wereldrecordhouder, want op 27 januari 1980 werd het record door Pfeffers landgenoot Stan Mavis alweer verder teruggebracht tot 1:02.16. 
In 1980 liep Pfeffer vervolgens zijn beste marathon: op 7 december 1980 kwam hij op de marathon van Fukuoka tot 2:10.29, waarmee hij in die wedstrijd als zevende eindigde. Op de wereldranglijst van dat jaar belandde hij met deze prestatie op de tiende plaats.
In 1981 won Pfeffer de America’s Finest City Half Marathon, een wedstrijd door de straten van San Diego, die jaarlijks in augustus plaatsvindt. 

## Persoonlijke records
Baan
| Onderdeel | Prestatie | Datum         | Plaats     |
| --------- | --------- | ------------- | ---------- |
| 10.000 m  | 28.19,1   | 24 april 1982 | Californië |

Weg
| Onderdeel      | Prestatie       | Datum           | Plaats    |
| -------------- | --------------- | --------------- | --------- |
| halve marathon | 1:02.32 (ex-WR) | 7 december 1979 | Las Vegas |
| marathon       | 2:10.29         | 7 december 1980 | Fukuoka   |

## Palmares

### halve marathon
- 1979:  halve marathon van Las Vegas – 1:02.32 (WR)
- 1981:  America’s Finest City Half Marathon – 1:02.55
- 1981:  Philadelphia Distance Run - 1:02.14 (PR)

### marathon
- 1979:  marathon van Enschede – 2:11.50
- 1980: 7e marathon van Fukuoka – 2:10.29
- 1983: 10e New York City Marathon - 2:11.35